# Le Paradis perdu
Pour les articles homonymes, voir Paradise Lost et Paradis perdu.
Cet article concerne le poème de John Milton. Pour le poème de Pierre Jean Jouve, voir Le Paradis perdu.
Le Paradis perdu (Paradise Lost en anglais) est un poème épique écrit par le poète anglais John Milton. Publié à l'origine en 1667 en dix parties, « Divine Comédie du puritanisme », l'ouvrage est rédigé en vers non rimés. Une deuxième édition suit en 1674, réorganisée en douze parties afin de rappeler l'Énéide de Virgile ; c'est une modification importante, la nouvelle structure faisant apparaître clairement le plan de l'œuvre. Ainsi, les premiers chapitres font écho aux derniers dans l'action qu'ils décrivent, comme le chapitre 1 qui relate la chute de Satan en Enfer tandis que le chapitre 12 décrit la Chute d'Adam et Ève sur Terre, induisant la présence d'un cycle dans lequel les événements se répètent inévitablement. Dans cette deuxième édition, Milton a également ajouté, à la demande de son éditeur, un argumentaire, « Vers » (The Verse en anglais), expliquant son choix quant à l'absence de rimes ainsi que des résumés introductifs pour certains chapitres.
Le poème traite de la vision chrétienne de l'origine de l'Homme, en évoquant la tentation d'Adam et Ève par Satan puis leur expulsion du jardin d'Éden. Ce texte est traduit en français par Chateaubriand, lors de son exil en Angleterre. Il s'agit de la plus célèbre traduction, mais il en existe d'antérieures (de Louis Racine, de Nicolas-François Dupré de Saint-Maur, de Jacques Delille, ou de Jean-Baptiste Mosneron de Launay, notamment).

## Résumé
Satan, l’ange déchu, vient d’être vaincu par les armées divines. Avec son armée, il s’apprête à relancer une attaque contre le Ciel lorsqu’il entend parler d’une prophétie : une nouvelle espèce de créatures doit être formée par le Ciel.
Il décide alors de partir seul en expédition. Sorti de l’enfer, il s’aventure dans le paradis, et trouve le nouveau monde. Après avoir facilement dupé l'ange Uriel en changeant d’apparence, il s’introduit dans le paradis et découvre Adam et Ève. Dieu l’apprend, mais décide de ne rien faire : il a créé l’homme libre, et lui accordera sa grâce quoi qu’il arrive… si toutefois il respecte la justice divine. Son Fils, trouvant le jugement sévère, supplie son Père de prendre sur lui les péchés des hommes, ce à quoi celui-ci consent.
Après quelques doutes, Satan met au point un plan pour nuire à Dieu et à l’Homme : ayant appris que Dieu interdisait aux humains de manger les fruits de l’arbre de la connaissance du bien et du mal, il essaie, en songe, de tenter Ève. Mais sans le vouloir, il réveille aussi Adam, qui le chasse. Dieu envoie alors un ange pour les mettre en garde, et les informer sur leur ennemi, afin qu’ils n’aient aucune excuse.
Plus tard, Satan revient à la charge : il profite du fait qu’Ève se soit éloignée d’Adam pour la récolte, et, prenant la forme d’un serpent, il la tente à nouveau et lui propose le fruit de l’arbre défendu, avec succès. Ève va alors raconter son aventure à Adam, et lui propose d’y goûter lui aussi, ce à quoi celui-ci finit par céder, par amour. Sitôt Dieu informé, il déclare qu'ils seront chassés du paradis, et Satan et ses compagnons transformés en serpents. Le Fils, les prenant en pitié, les recouvre.
Malgré cela, Adam voit ce qu’il a perdu, et désespère avec Ève. Dieu envoie alors à nouveau un ange pour montrer à Adam l’avenir de sa descendance jusqu’au déluge. Ce dernier, grandement rassuré, se laisse alors conduire par l’ange Michel avec Ève hors du Paradis. L'épée flamboyante tombe derrière eux, et les chérubins y prennent place pour garder le lieu désormais interdit.

## Genèse du poème
Milton commença vraiment à écrire Le Paradis perdu à partir de 1658, en dictant ses vers à un copiste. En effet, la prouesse de ce travail réside dans le fait que l'auteur a perdu la vue quelques années avant, l'obligeant à composer le poème « de tête ».
Cependant, l'idée d'un poème épique avait germé bien plus tôt dans son esprit : dans sa jeunesse, il avait déclaré qu'il serait un jour l'auteur d'une grande épopée consacrée à la gloire de l'Angleterre. Mais 30 ans plus tard, au lieu du poème qui aurait relaté les prouesses du roi Arthur, les lecteurs découvrirent un récit narrant la chute de Satan et de l'Homme, l'action prenant place en Enfer, au Paradis et dans le jardin d'Éden. Pas de trace, donc, de l'Angleterre. Ni de la conception contemporaine et traditionnelle du héros, d'ailleurs.
La naissance de l'histoire en elle-même peut être située dans les années 1640, la preuve réside dans son carnet de notes où il crayonne d'abord une liste de personnages comme celle d'une pièce de théâtre, avant d'ébaucher une première introduction où Moïse aurait été le sujet du premier chapitre.
Si Milton écrit son épopée en vers, ceux-ci ne sont pas rimés. Dans la deuxième édition anglaise, il justifie dans l'argumentaire « Vers » l'absence de rimes, qui selon lui ne serait que « l’invention d’un âge barbare, pour relever un méchant sujet ou un mètre boiteux ».

## Traduction française

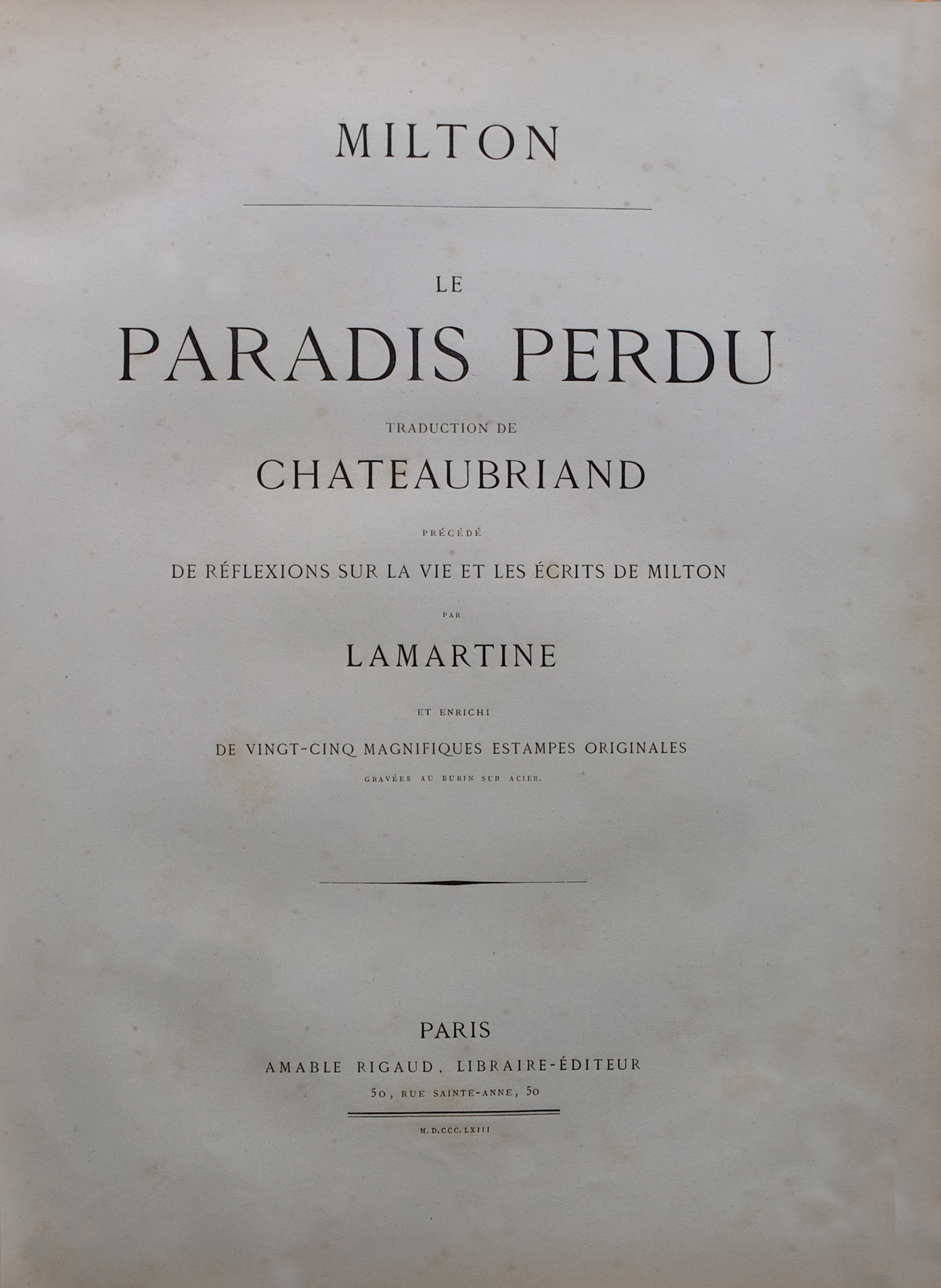
Page de titre de l'édition in-folio de 1863, éditée par Amable Rigaud et enrichie de 25 estampes.

### Traduction de Chateaubriand
En 1836, Chateaubriand publie sa traduction du poème Le Paradis perdu. Alors que l’œuvre de Milton était rédigée en vers non rimés mais rythmés par le mètre, la traduction de Chateaubriand est en prose, dénuée de rime et de mètre.
Chateaubriand prend le parti de la traduction littérale, « qu’un enfant et un poète pourront suivre sur le texte, ligne à ligne à ligne, mot à mot », car « tout [lui] a paru sacré dans le texte, parenthèses, points, virgules ». Il calquera ainsi le poème de Milton « à la vitre ». Cela produit pour le lecteur un effet d’étrangeté : en effet, la syntaxe de la traduction de Chateaubriand, notamment par le maintien des inversions anglaises, semble étrangère au français. Chateaubriand reproduit également l’absence d’articles précédant les substantifs. Ainsi, il traduit « rocks, caves, lakes, fens, bogs, dens, and shades of death […] » par « rocs, grottes, lacs, mares, gouffres, antres et ombres de mort », passage qui restera célèbre.
Pour rester au plus près du texte de Milton, Chateaubriand calque également les mots en eux-mêmes, au point de parfois utiliser de faux amis, et emploie des mots vieillis ou des néologismes (tels qu'« inadoré » ou « inabstinence »).
Pour l’aider dans sa tâche, Chateaubriand dit avoir lu toutes les traductions françaises, italiennes et latines qu’il a pu trouver.
Cette traduction d’un nouveau genre fut décriée – Gustave Planche disait qu’elle n’était « ni française, ni littérale, ni fidèle » – , mais aussi acclamée, entre autres par Pouchkine.

### Autres traductions
Parmi les autres traductions de l’œuvre, on peut citer notamment :
- 1729 : Le Paradis perdu de Milton. Poëme héroïque traduit de l'anglois. Avec les remarques de M. Addisson, A Paris, chez Cailleau, Brunet, Bordelet et Henry, 1729, traduction en prose de Nicolas-François Dupré de Saint-Maur, avec l'aide de l'abbé de Boismorand. C'est la première traduction française de Paradise lost, rééditée de nombreuses fois (fin 1729 ; 1736 ; 1740 (en 2 tomes), « augmenté du Paradis reconquis & de quelques autres pièces de poésie du même auteur », publié à La Haye chez M. G. Merville Éditeur ; Ganeau, 1743 ; 1765 chez la Veuve Savoie ; Amsterdam, 1770, rééd. 1781…).
- février 1748 : Mme du Boccage fait paraître une traduction en six chants du Paradis perdu de Milton dédié à l’Académie de Rouen.
- 1755 : Le paradis perdu de Milton. Traduction nouvelle, avec des notes, la vie de l'auteur, un discours sur son Poëme, les remarques d'Addisson, et a l'occasion de ces remarques, un discours sur le Poëme epique. Par Mr Racine. A Paris, chez Desaint et Saillant, Libraires, rue S. Jean de Bauvais.
- 1786 : Le Paradis perdu, par Milton, Traduction nouvelle, par Mosneron, Chez Royez.
- 1805 : Paradis perdu, traduit en vers français, Guiguet et Michaud, An III. Traduction de l'abbé Delille.
- 1836 : Le Paradis Perdu de Milton, traduction nouvelle par M. François-René de Chateaubriand, Paris, Gosselin & Furne. (Cette traduction constamment réimprimée jusqu'au début du vingtième siècle a été oubliée durant la période 1930-1980 ; elle est redécouverte en 1990 grâce à sa réimpression chez Belin dans la collection "L'extrême contemporain" dirigée par Michel Deguy).
- 1847 : Le Paradis perdu de Milton, traduit par Jean-Baptiste Pongerville[13].
- 1892 : Le Paradis perdu, traduction de Dupré de Saint-Maur, Librairie de la Bibliothèque Nationale.
- 1951-1955 :  J. Milton, Le Paradis perdu, édition bilingue, introduction, traduction et notes de Pierre Messiaen, Paris, Aubier-éditions Montaignes, "collection bilingue des classiques étrangers", tome 1 : Livres I à V, 1951 ; tome 2, Livres VI à XII, 1955.
- 2001 : J. Milton, Le Paradis perdu, présentation, traduction et notes d'Armand Himy, Paris, Imprimerie nationale, collection "La Salamandre".

## Postérité

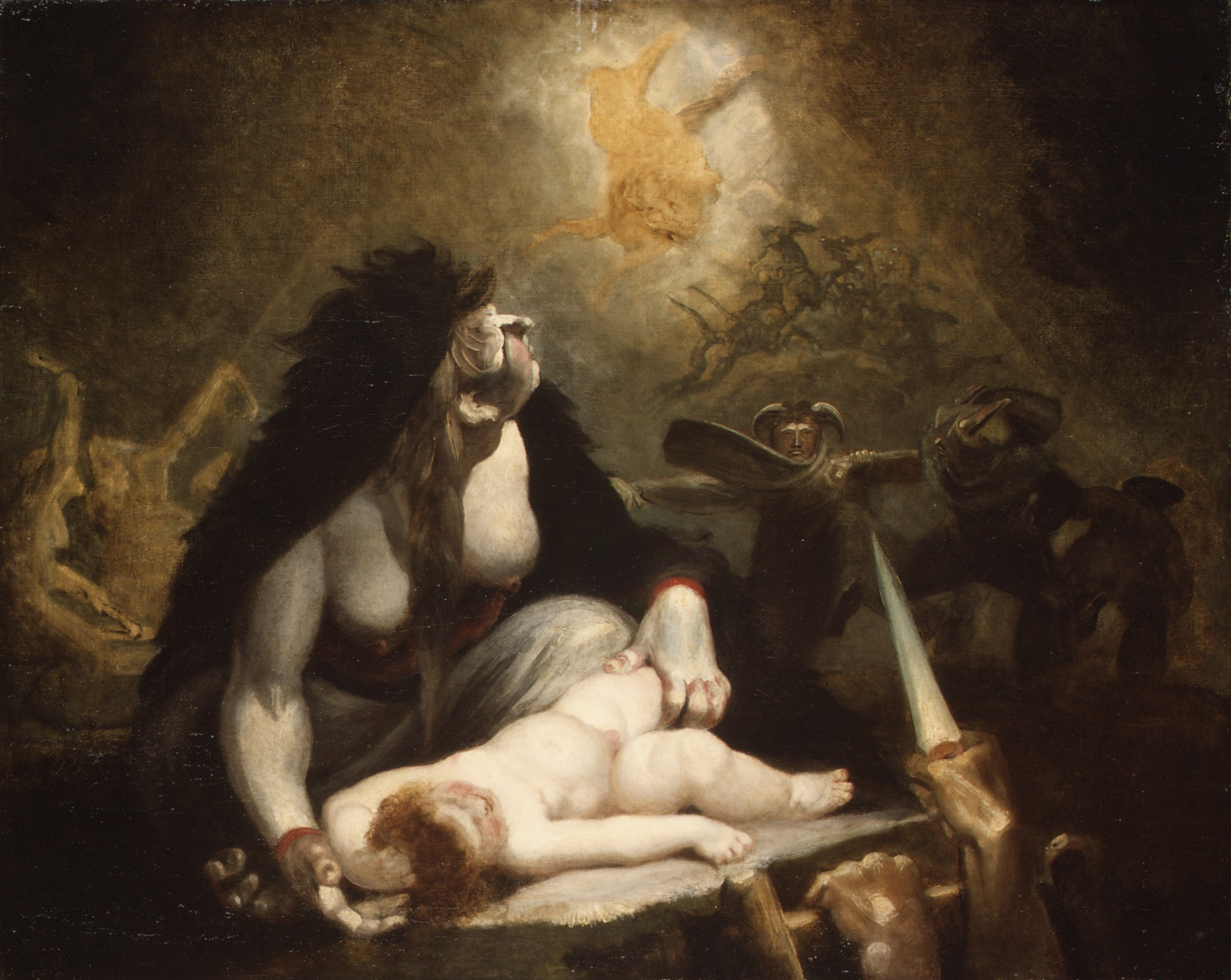
La Sorcière de la nuit rendant visite aux sorcières de Laponie, une illustration d'un passage du Paradis perdu par Johann Heinrich Füssli en 1796.

Le poète Andrew Marvell a dédié un poème au travail de son ami et contemporain, On Mr. Milton's Paradise Lost.
Le Paradis perdu a inspiré le cinéaste italien Luigi Maggi, réalisateur en 1912 du film muet Satan.
Le texte est mentionné dans le film Seven de David Fincher, comme ouvrage analysant les péchés capitaux.
Le Paradis perdu est la source d'inspiration principale de Philip Pullman dans son écriture de la série de romans À la croisée des mondes, dont le premier tome est paru en 1995,.
Dans le film de 1997 L'associé du diable, John Milton est le nom d'un des protagonistes principaux (incarné par Al Pacino), qui se révèle être Satan en personne, le film traitant de thèmes bibliques (la tentation, la vanité, l'Antéchrist) dans un contexte actuel.